# Dhari
Dhari és una vila al districte d'Amreli en el que ara és Gujarat, Índia; antigament Saurashtra, Hindustan.
En el passat, Dhari fou un petit estat tributari protegit de l'agència de Rewa Kantha, a la presidència de Bombai divisió de Pandu Mehwas. La superfíci del principat era d'aproximadament 80 km² i el tribut el pagaven sis diferents tributaris.
Els ingressos s'estimaven en 250 lliures i el tribut era de 95 lliures al Gaikwar de Baroda.